# Fizikalna konstanta
Fizikalna konstanta je splošna naravna konstanta, ki jo vzamemo za dano in je ne poskušamo pojasniti z bolj osnovnimi podatki. Njeno vrednost lahko določimo s poskusom.
Osnovne konstante so denimo Planckova konstanta, hitrost svetlobe v praznem prostoru, osnovni naboj ali Avogadrovo število. Pogosto so navedene tudi konstante, ki jih lahko izračunamo iz drugih konstant, npr. Faradayev naboj, ki je produkt Avogadrovega števila in osnovnega naboja, ali splošna plinska konstanta, ki je produkt Boltzmannove konstante in Avogadrovega števila.

## Osnovne fizikalne konstante
| konstanta                                              | simbol                                 | vrednost                             | ref. |
| ------------------------------------------------------ | -------------------------------------- | ------------------------------------ | ---- |
| hitrost svetlobe v praznem prostoruu                   | c                                      | 299 792 458 m s−1 (po definiciji)    | a    |
| indukcijska konstanta                                  | μ0                                     | 4π · 10−7 N A−2 (po definiciji)      | a    |
| indukcijska konstanta                                  | μ0                                     | 12,566 370 614... · 10−7 N A−2       | a    |
| influenčna konstanta \| ε0 = 1/(μ0c2)                  | 8,854 187 817 ... · 10−12 F m−1        | a                                    |      |
| prevodnost praznega prostora                           | Z0 ="μ0c"                              | 376,730 313 461... Ω (po definiciji) | a    |
| gravitacijska konstanta \| κ                           | 6,672 59(85) · 10−11 m3 kg−1 s−2       | ?                                    |      |
| Planckova konstanta \| h                               | 6,626 068 76(52) · 10−34 J s           | a                                    |      |
| Diracova konstanta                                     | {\displaystyle \hbar } ≡ h ="h" / (2π) | 1,054 571 596(82) · 10−34 J s        | a    |
| Planckova masa                                         | mp ="(hc" / κ)1/2                      | 2,1767(16) · 10−8 kg                 | a    |
| Planckova dolžina                                      | lp="(hκ" / c3) 1/2                     | 1,6160(12) · 10−35 m                 | a    |
| Planckov čas                                           | tp ="(hκ" / c5)1/2                     | 5,3906(40) · 10−44 s                 | a    |
| osnovni naboj \| e0                                    | 1,602 176 462(63) · 10−19 C            | a                                    |      |
| mirovna masa elektrona \| me                           | 9,109 381 88(72) · 10−31 kg            | a                                    |      |
| mirovna masa protona \| mp                             | 1,672 621 58(13) · 10−27 kg            | a                                    |      |
| mirovna masa nevtrona \| mn                            | 1,674 927 16(13) · 10−27 kg            | a                                    |      |
| atomska enota mase \| mu = 1 u                         | 1,660 538 73(13) · 10−27 kg            | a                                    |      |
| Avogadrovo število \| L, NA                            | 6,022 141 99(47) · 1023                | a                                    |      |
| Boltzmannova konstanta \| kB                           | 1,380 6503(24) · 10−23 J K−1           | a                                    |      |
| Faradayeva konstanta \| F                              | 9,648 534 15(39) · 104 C mol−1         | a                                    |      |
| splošna plinska konstanta \| R                         | 8,314 472(15) J K−1 mol−1              | a                                    |      |
| ničla Celzijeve temperaturne lestvice                  | 273,15 K (po definiciji) \| ?          |                                      |      |
| molarna prostornina idealnega plina, p = 1 bar, θ = 0C | 22,710 981(40) L mol−1                 | a                                    |      |
| atm \| 101 325 Pa (po definiciji)                      | a                                      |                                      |      |
| konstanta fine strukture                               | α = μ0e2c / (2h)                       | 7,297 352 533(27) · 10−3             | a    |
| konstanta fine strukture                               | 137,035 999 76(50)                     | a                                    |      |
| Bohrov polmer \| rB                                    | 5,291 772 083(19) · 10−11 m            | a                                    |      |
| Hartreejeva energija \| Wh                             | 4,359 743 81(34) · 10−18 J             | a                                    |      |
| Rydbergova konstanta \| R∞                             | 1,097 373 156 8549(83) · 107 m−1       | a                                    |      |
| Bohrov magneton \| μB                                  | 9,274 008 99(37) · 10−24 J T−1         | a                                    |      |
| magnetni moment elektrona \| μe                        | -9,284 763 62(37) · 10−24 J T−1        | a                                    |      |
| Landejev faktor g za prosti elektron                   | 2,002 319 304 386(20)                  | ?                                    |      |
| jedrski magneton \| μN                                 | 5,050 786 6(17) · 10−27 J T−1          | ?                                    |      |
| magnetni moment protona \| μp                          | 1,410 607 61(47) · 10−26 J T−1         | ?                                    |      |
| γp                                                     | 2,675 221 28(81) · 108 s−1 T−1         | ?                                    |      |
| magnetni moment protonov v H20, μ'p                    | μ'p / μB                               | 1,520 993 129(17) · 10−3             | ?    |
| protonska resonančna frekvenca za polje v H20          | 42,576 375 (13) M Hz T−1               | ?                                    |      |
| Stefanova konstanta \| σ                               | 5,670 400(40) · 10−8 W m−2 K−4         | a                                    |      |
| c1                                                     | 3,741 774 9(22) · 10−16 W m2           | ?                                    |      |
| c2                                                     | 1,438 769 (12) · 10−2 m K              | ?                                    |      |
| gn                                                     | 9,80665 m s−2 (po definiciji)          | ?                                    |      |

Nekatere »konstante« so dejansko preostanki izbranega sistema enot, kot SI ali cgs sistema enot. V naravnih enotah so te »konstante« le pretvorni faktorji.
Konstante, ki so neodvisne od sistema enot so po navadi brezrazsežna števila in so znane kot osnovne fizikalne konstante.